# Arthaldeus
Arthaldeus är ett släkte av insekter som beskrevs av Ribaut 1946. Arthaldeus ingår i familjen dvärgstritar.
Kladogram enligt Catalogue of Life och Dyntaxa:
| Arthaldeus | \| \| Arthaldeus arenarius \| \| \| \| \| \| Arthaldeus dolens \| \| \| \| \| \| Arthaldeus pascuella \| \| \| \| \| \| Arthaldeus pascuellus \| \| \| \| \| \| Arthaldeus striifrons \| \| \| \| \| \| Arthaldeus xanthus \| \| \| \| |
|            | \| \| Arthaldeus arenarius \| \| \| \| \| \| Arthaldeus dolens \| \| \| \| \| \| Arthaldeus pascuella \| \| \| \| \| \| Arthaldeus pascuellus \| \| \| \| \| \| Arthaldeus striifrons \| \| \| \| \| \| Arthaldeus xanthus \| \| \| \| |
|            | Arthaldeus arenarius |
|            | |
|            | Arthaldeus dolens |
|            | |
|            | Arthaldeus pascuella |
|            | |
|            | Arthaldeus pascuellus |
|            | |
|            | Arthaldeus striifrons |
|            | |
|            | Arthaldeus xanthus |
|            | |